# Mervyn M. Dymally
Mervyn Malcolm Dymally (Trinidad e Tobago, 12 maggio 1926 – Los Angeles, 7 ottobre 2012) è stato un politico statunitense, membro della Camera dei Rappresentanti per lo stato della California dal 1981 al 1993.

## Biografia
Nato a Trinidad e Tobago, Dymally si trasferì a Los Angeles per frequentare l'università e si stabilì definitivamente negli Stati Uniti.
Entrato in politica con il Partito Democratico, nel 1962 venne eletto all'interno dell'Assemblea di Stato della California, dove rimase fino al 1966, quando passò al Senato di stato della California.
Nel 1974 venne eletto vicegovernatore della California e nel 1978 venne sconfitto nel suo tentativo di ottenere un secondo mandato.
Nel 1980 si candidò alla Camera dei Rappresentanti e fu eletto. Negli anni successivi venne rieletto per altri cinque mandati. Nel 1992 annunciò il suo ritiro e lasciò il Congresso dopo dodici anni.
Nel 2002, dopo dieci anni di assenza dalla scena politica, Dymally venne eletto nuovamente all'Assemblea di Stato e vi rimase fino al 2008, quando cercò l'elezione al Senato di stato e venne sconfitto.
Dymally morì a Los Angeles nell'ottobre del 2012 all'età di ottantasei anni.